# Amado Boudou
Amado Boudou (escucharⓘ) (Buenos Aires, 19 de noviembre de 1962) es un economista y político argentino, que ocupó el cargo de vicepresidente y ministro de economía de la Nación Argentina.
En su carrera política se destaca el papel desempeñado en el pase a la órbita del Estado de la administración de los fondos jubilatorios  y una sucesión de denuncias penales y pedidos de juicio político, así como de desestimaciones de algunas de esas denuncias penales y pedidos de pedidos de juicio político, hasta su condena definitiva en 2019 por la Cámara Federal de Casación Penal y su ratificación por la Corte Suprema en 2020.
La condena original data del agosto de 2018, siendo condenado a 5 años y 10 meses de prisión e inhabilitado de por vida para el ejercicio de cargos públicos, por los delitos de cohecho pasivo y negociaciones incompatibles con la función pública en el caso Ciccone, por un fallo del Tribunal Oral. La condena fue confirmada en 2019 por la Sala IV de la Cámara de Casación Penal, considerando el tribunal que había quedado acreditado que el entonces vicepresidente había manipulado tres organismos del Estado, la Casa de Moneda, la AFIP y la Comisión Nacional de Defensa de la Competencia en su provecho económico. Boudou interpuso un recurso extraordinario contra esa sentencia y, en diciembre de 2020, la Corte Suprema de Justicia lo rechazó por unanimidad, con lo cual quedó firme la condena. Boudou cumplió arresto domiciliario por esta causa hasta el 21 de julio de 2021, cuando le fue otorgada la libertad condicional tras haber cumplido dos tercios de la pena.
Antes de la condena, Boudou había desestimado las acusaciones declarándose objeto de «persecución mediática» y atribuyendo las denuncias a una suerte de venganza por la estatización de la gestión de los fondos jubilatorios. La misma tuvo lugar en el año 2008, e implicó en los primeros cinco años un ahorro de 58.500 millones ARS (aproximadamente 6.866 millones USD), monto que dejó de percibir el sector privado en materia de comisiones sobre los aportes previsionales que administraban.  En contraposición, los fondos que administraban las AFJP, que eran de propiedad de los afiliados, configurando un sistema de capitalización, fueron expropiados y entregados al Fondo de Garantía de Sustentabilidad del ANSES, un Fondo de Inversión Soberano (perteneciente al Estado Nacional)con cuyos rendimientos se volvió a generar un sistema de reparto además de financiar otros proyectos estatales ajenos a las jubilaciones, como planes de seguridad social, incluyendo Conectar Igualdad y PRO.CRE.AR, entre otros.

## Biografía

### Comienzos
Nació en Buenos Aires y cuando tenía cinco años se mudó con su familia a Mar del Plata.
Tras cursar sus estudios secundarios en el Instituto Minerva, Boudou intentó seguir la carrera de Ingeniería Mecánica. Luego de dos años de estudiar esa carrera, decidió cambiar el rumbo y estudiar Economía en la Facultad de Ciencias Económicas y Sociales de la Universidad Nacional de Mar del Plata, donde recibió su licenciatura en Economía en 1986, con un promedio de 8.19. Luego obtuvo la maestría en Economía de la Universidad del CEMA (2003),
donde además fue miembro académico de la institución como profesor titular de la cátedra de Análisis Económico de las Empresas. También se desempeñó como docente de la materia Microeconomía en la Universidad Argentina de la Empresa. Además realizó una especialización en la Universidad de Bolonia en Buenos Aires en Sistemas de administración pública: salud y medio ambiente.
Durante su juventud, Amado Boudou participó en la producción de recitales multitudinarios en la playa y fue disc jockey.
En 1987 organizó el festival Rock in Bali, que tuvo cuatro ediciones.[cita requerida] También es aficionado a tocar la guitarra y se ha declarado fanático del rock argentino.
Desde que presentó su candidatura a vicepresidente, ha participado en algunos espectáculos tocando la guitarra.
En la Facultad de Económicas ingresó en la Unión para la Apertura Universitaria, agrupación universitaria vinculada a la UCeDé.
Según el diario Perfil, en la militancia en la UceDé, conoció a quien después sería titular del ONCCA, Ricardo Echegaray, referente liberal en la Facultad de Derecho.
En el ámbito privado, entre 1990 y 1995 trabajó en el departamento comercial de la empresa Venturino ESHIUR SA.
Entre 1995 y 1998, Boudou se desempeñó en la empresa Ecoplata, dedicada a la higiene urbana donde participó desde el inicio del desarrollo corporativo. En el año 1995 interesó capitales para que participen del negocio dada su potencialidad. Lideró (como gerente de proyecto) la estrategia de ingreso al mercado y diseñó el circuito administrativo-financiero de la firma. Realizó la gestión comercial y la presentación en distintos municipios.
También se desempeñó como administrador de dos grandes empresas de servicios de recolección de residuos en Mar del Plata, Pinamar y Villa Gesell: Venturino Eshiur SA y Ecoplata SA. La primera de ellas quebró cuando le rescindieron el contrato de la basura.

### Gestión en la ANSES
Ingresó como analista a la Administración Nacional de la Seguridad Social (ANSES) en 1998.
En 2002 fue designado por Sergio Massa como gerente del área de presupuesto. En 2003 participó en la campaña de Juan de Jesús para la intendencia del partido de la Costa.
Con el triunfo de este candidato, Boudou pasaría a ocupar el cargo de secretario de Hacienda y Finanzas del Partido de La Costa entre diciembre de 2003 y diciembre de 2005.
Retornó a la ANSES en el año 2006,
ejerciendo en esta ocasión como secretario general de la caja previsional
y en el año 2008 fue designado por la presidenta Cristina Fernández de Kirchner como titular del organismo.
El trabajador que optara por las AFJP debía aportar compulsivamente un porcentaje de su salario (que varió entre el 7 y el 11 %). Las AFJP actuaban como administradoras financieras.
y cada una fijaba las comisiones que se le descontaban al trabajador sobre dicho aporte, en concepto de costo de seguro de vida y de gastos administrativos. Las comisiones reducían el aporte del trabajador que finalmente era capitalizado en un porcentaje en torno al 30 %, alcanzando en algunos momentos hasta un 54 % del aporte mensual del trabajador, dependiendo de la AFJP y el monto del aporte (ya que una parte de la comisión podía establecerse como un cargo fijo, y no porcentual).
Las AFJP se apropiaron de unos 10 000 millones USD en comisiones, mientras otros 35 000 millones se repartieron en concepto de
utilidades de empresas beneficiadas con las rebajas de aportes patronales.

#### Estatización de los fondos jubilatorios
En 2008 desempeñó un papel decisivo en la reestatización del sistema de jubilaciones y pensiones, revirtiendo la privatización realizada durante la presidencia del peronista Carlos Menem y que diera origen al sistema de capitalización individual en el que los fondos previsionales que aportaba cada afiliado eran administrados las AFJP. Ya en los años noventa, el sistema de capitalización individual administrado por las AFJP (instalado en 1994) empezaba a mostrar señales de vulnerabilidad frente a la inestabilidad del capitalismo financiero y las variaciones de los mercados mundiales, principalmente durante la crisis del «efecto tequila», la llamada crisis del Fondo Monetario Internacional, en 1997(donde, entre otros efectos, en pocas semanas perdieron unos 600 millones de pesos/dólares), y la  «crisis del rublo» que golpeó principalmente a Rusia en el año siguiente y generó el «efecto vodka» en los mercados internacionales. En 2008 Boudou fue llamado «el ideólogo de la estatización de las AFJP», proponiendo volver al sistema de reparto administrado por el Estado Nacional. La propuesta de Boudou fue aceptada por la presidenta Cristina Fernández de Kirchner y elogiada por el expresidente Néstor Kirchner, que en ese momento no ocupaba ningún cargo público. El gobierno envió al Congreso de un proyecto que se transformó en la Ley 26.425 el 19 de noviembre de ese año. 
La medida fue una de las más defendidas por los gobiernos kirchneristas, al punto que el diario La Nación la definió como «uno de los pilares de la economía kirchnerista».
El periodista Federico Mayol, autor del libro Amado, dice que:

(Boudou) tuvo la habilidad en un momento muy complicado del país y del mundo de presentar el proyecto de estatización de las AFJP. Esa fue su gran idea. A Kirchner le encantó y la compró enseguida.
Federico Mayol

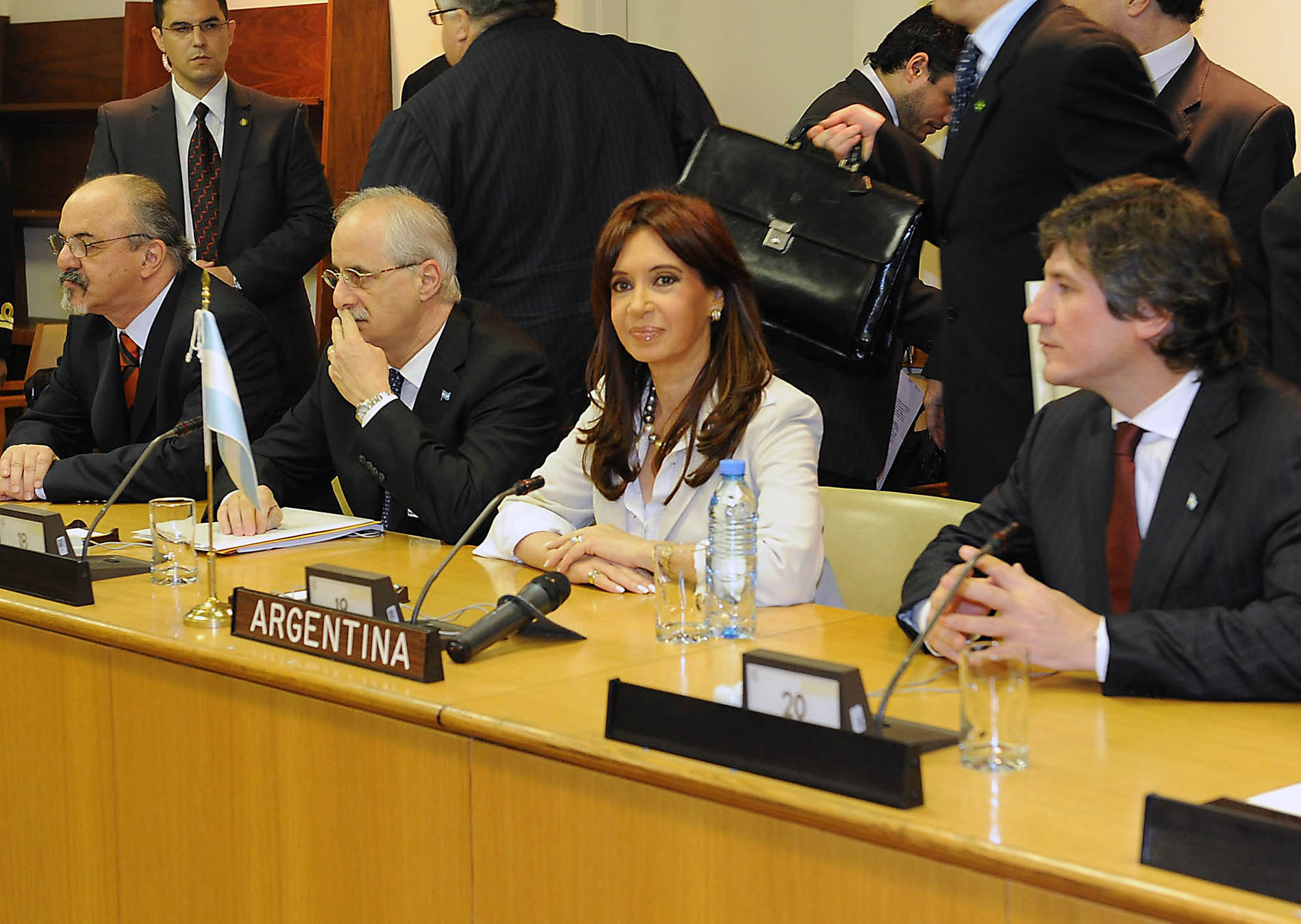
Amado Boudou, cuando se desempeñaba como ministro junto con Cristina Fernández de Kirchner, Carlos Tomada y Jorge Taiana en las Naciones Unidas (en 2009).

La magnitud económica de la medida significó una gran transferencia de ingresos que afectó sustancialmente al sector financiero privado y un retorno al viejo sistema previsional de reparto que había imperado en la Argentina desde la década del 40:

El anuncio de la estatización de la jubilación privada provocó un verdadero tembladeral en el mercado de valores argentino y la salida del sistema bancario de una cifra importante de depósitos, que la oposición estimó en más de $ 7000 millones.
Gustavo Ybarra, La Nación

Amado Boudou y Carlos Tomada (ministro de Trabajo), fueron los encargados de explicar las razones de la medida en el Congreso. Boudou afirmó que «desde octubre del 2007 a octubre de 2008 las empresas perdieron el 17.46 por ciento de su capital, pese a que los aportantes entregaron un millón de pesos por mes en los últimos doce meses».
El proyecto fue apoyado por el Frente para la Victoria, el Partido Socialista, el sector radical K que por entonces respondía al vicepresidente Julio Cobos, el Movimiento Proyecto Sur, el Movimiento Popular Neuquino y el ARI de Tierra del Fuego así como por las dos centrales sindicales existentes en ese momento; el secretario general de la CTA Hugo Yasky consideró que se trataba de "una medida trascendental para recuperar un sistema jubilatorio que no tenga exclusiones".
En contra votaron la Unión Cívica Radical, la Coalición Cívica, el PRO, algunos parlamentarios peronistas disidentes liderados por Felipe Solá, el Frente Cívico y Social de Catamarca, el Partido Renovador de Salta, Fuerza Republicana de Tucumán.
Las AFJP promovieron acciones contra la ley, que fue replicada con denuncias penales por administración fraudulenta.
El Estado debía complementar dichos aportes, pero seguía sin resolver uno de los problemas originarios que había llevado a que el sistema jubilatorio deviniera una carga fiscal: recuperar los aportes patronales (de los empleadores) para el financiamiento de la seguridad social. Por otra parte, el Estado debía responder por los problemas de cobertura del sistema privado, así como por la insuficiencia de los ahorros capitalizados. Esto último era un punto particularmente preocupante, teniendo en cuenta que en torno al 30 % del aporte de los trabajadores no era destinado a sus cuentas individuales, sino al pago de las comisiones de las AFJP.
Análisis realizados desde distintos puntos de vista coinciden en que el protagonismo de Amado Boudou en la estatización de las AFJP, tuvo importantes consecuencias en su biografía. El diario El Cronista sostiene que la medida "lo catapultó" a la vicepresidencia, diciendo que «la presidenta Cristina Fernández fue contundente cuando explicó el por qué de la decisión: la estatización de las AFJP había sido la medida económica clave de su mandato».
Como efecto negativo, varios observadores, políticos y periodistas sostienen que el protagonismo de Boudou en la estatización de las AFJP, le granjeó enemistades políticas y económicas que impulsaron un aluvión de denuncias penales. Boudou mismo ha declarado: «Me la tienen jurada por la estatización de las AFJP».
La debacle del sistema privado fue total con el advenimiento de la crisis de las hipotecas subprime en el año 2007, cuando las AFJP llegaron a perder todo lo capitalizado en el año.
Esto se sumó a una profunda crisis de confianza por la que a las empresas se les hacía cada vez más difícil conquistar nuevos afiliados para el sistema, y a una orden de repatriar fondos por 8000 millones de pesos que habían invertido de manera irregular en el extranjero. Esta secuencia de reveses hundió a las AFJP en una crisis que culminaría con la estatización de los fondos que administraban.
El fondo para resguardar el pago de jubilaciones superó los 200 000 millones de pesos. La cifra es más del doble de lo que habían acumulado las AFJP cuando dejaron de operar en diciembre de 2008.
Catorce años de administración privada de los aportes previsionales concluyeron con un saldo de 98 224 millones de pesos, mientras que, en menos de dos años, el Estado logró más que duplicar ese monto, que en aquel momento llegó a 201 027 millones de pesos. Desde su estatizacion se dio un crecimiento de las inversiones del Fondo de Garantía de Sustentabilidad que pasó de 98 083 millones de dólares en 2008 (último año privado) a 482 660 millones de dólares en 31 de octubre de 2014, significando un crecimiento del 392 %.

### Ministro de Economía
El 8 de julio de 2009 fue nombrado ministro de Economía por la entonces presidenta Cristina Fernández de Kirchner, tras la renuncia de Carlos Fernández.
En octubre de 2009 el ministro de economía Amado Boudou anunció la reapertura del canje de 20 000 millones de dólares de deuda para los holdouts, es decir aquellos acreedores que no aceptaron la propuesta de reestructuración en 2005. En marzo de 2010 se anunció que el canje comenzaría el 14 de abril. Con una quita del 66.3 % a los inversores institucionales y para los restantes la quita rondaba el 50 %. La oferta final indicaba que Argentina terminaría pagando 10 500 millones de dólares en lugar de los 20 000 millones de dólares que se adeudaban. A mediados de junio del 2010 se anunciaba un plan de desendeudamiento para las provincias de Tucumán, Buenos Aires y Chaco.
En el sector agropecuario, la soja alcanzó en la temporada 2009/2010 una cosecha récord de 52 millones de toneladas, la producción de maíz paso de 23,7 millones de toneladas producidas en la temporada 2010/2011 al récord de 25 millones para la temporada 2012/2013. Este crecimiento en el sector agropecuario también se vio replicado en cultivos menores, como el arroz y la cebada, que alcanzaron producciones cercanas a las 2 millones de toneladas en el primer caso, y de 5 millones en el segundo.
A pesar de la crisis internacional, las exportaciones siguieron creciendo fuertemente. En 2010 treparon a 68.500 millones de dólares, mientras que en 2011 alcanzaron un récord de US$ 84.295 millones, incrementándose un 24% en términos interanuales. En el primer semestre del 2012, los ingresos de IED al país fueron un 42% superiores a los de igual período del 2011. La Inversión Bruta Interna Fija en 2009 representó el 20,6% del PBI, creció en 2010 y 2011 y alcanzó el nivel récord del 24.1% del PBI, finalizando el año en 25.1% del PBI. El nivel promedio de inversión, que entre 1993 y 2001 fue del 19 por ciento del PBI, escaló a una media del 22,5 por ciento entre 2006 y 2011, con un pico del 24,5 por ciento en 2011.
El 28 de octubre de 2011 anunció las regulaciones sobre compra de dólares, denominadas por sus críticos como «cepo al dólar». A partir de esta medida las compras de moneda extrajera debían ser autorizadas por la AFIP luego de corroborar la capacidad contributiva del solicitante.
Durante su gestión el PBI creció un 9.5% en 2010 y 8.4% en 2011, en tanto el PIB per cápita para 2011 medido en paridad de poder adquisitivo de USD 17 376, era el más alto de América Latina.

### Precandidato a jefe de Gobierno de la ciudad de Buenos Aires
Luego de asumir ese cargo, el 21 de diciembre de 2010, Boudou presentó su precandidatura a jefe de Gobierno de la ciudad de Buenos Aires,
aunque más tarde declinaría de dicha candidatura para apoyar la fórmula definitiva que encabezaba Daniel Filmus.

### Vicepresidencia de la Nación
El 25 de junio de 2011, la presidenta Cristina Fernández de Kirchner designó a Amado Boudou como candidato a vicepresidente de la Nación.
Esta fue la fórmula del Frente para la Victoria, que se impuso finalmente en elecciones presidenciales de 23 de octubre de 2011 por un amplio margen, obteniendo aproximadamente un 54 % de los votos válidos, la mayor cantidad relativa desde 1983.
De este modo, Amado Boudou empezó a ejercer sus funciones en este nuevo cargo el 10 de diciembre de 2011.
El 27 de diciembre de 2011, se anunció que Boudou ejercería funciones presidenciales desde el día 4 de enero hasta el 25 de enero de 2012, mientras la presidenta Cristina Fernández de Kirchner se sometía a una cirugía de tiroides.
Más tarde, el 6 de octubre de 2013, se anunció que Boudou volvería a ejercer nuevamente la presidencia, mientras la titular Cristina Fernández de Kirchner se recuperaba de una cirugía para la retirada de un hematoma subdural.
Su mandato concluyó la medianoche del 9 de diciembre de 2015, tras el fallo de la jueza Servini de Cubría que especificaba que el mandato de Mauricio Macri como presidente de la Nación y Gabriela Michetti como vicepresidenta comenzaba a las 0 h del 10 de diciembre.

### Actividad posterior
En agosto de 2018 Boudou ingresó a prisión luego de ser condenado por el Caso Ciccone, donde permanecería hasta julio de 2021 cuando recibió la libertad condicional. En septiembre de 2020 comenzó a conducir el programa Boudou Lounge los domingos en El Destape Radio.
En noviembre de 2021 presentó junto a Gabriel Mariotto y Alicia Castro una nueva corriente política dentro del Frente de Todos bajo el nombre de Soberanxs.

## Vida privada
Boudou se casó con Daniela Andriuolo el 30 de abril de 1993, divorciandose un año después. Desde 2015 está en pareja con la exlegisladora mexicana Mónica García de la Fuente, con quien tuvo mellizos en 2018.

## Causas judiciales y condena
En junio de 2014 el diario Perfil precisó que Boudou sumaba diez causas penales en su contra en el fuero federal. Con posterioridad la Justicia cerró varias causas, sin que los medios hayan vuelto a precisar el número de causas que quedan pendientes.

### Caso Ciccone
El Caso Ciccone (en ocasiones llamado Boudougate) es el nombre con el que se conoce en Argentina a un escándalo de corrupción política en dicho país que involucra al exvicepresidente Amado Boudou y la imprenta Ciccone Calcográfica (luego Compañía de Valores Sudamericana). Dicha empresa, que contaba con la capacidad de imprimir papel moneda, habría sido adquirida por Alejandro Vandenbroele quien habría actuado como testaferro de Boudou de acuerdo con la denuncia realizada por Laura Muñoz, esposa de Vandenbroele. Boudou y Vandenbroele negaron conocerse.
El fiscal federal Carlos Rívolo decidió iniciar la investigación judicial a partir de la denuncia de Muñoz, que había sido realizada en el programa radial que conduce Jorge Lanata en Radio Mitre. El juez elegido por sorteo para llevar adelante la causa fue Ariel Lijo. En junio de 2014, Lijo procesó a Amado Boudou por cohecho y negociaciones incompatibles con su condición de funcionario público. Como derivación de esa causa fue también imputado por presunto enriquecimiento ilícito.

### Eventual causa sobre lavado de dinero
El 3 de noviembre de 2017 Amado Boudou fue detenido preventivamente por orden del juez Ariel Lijo. Según informó el diario Clarín la detención se produjo en una causa en la que se investiga lavado de dinero, que no identifica, que habría sido iniciada al menos dos años antes. Aunque sin precisiones, algunos medios aportaron información de la que parece surgir que se trataría de la misma causa Ciccone.
La detención fue ordenada antes de que Boudou ejerciera su derecho a ser oído en declaración indagatoria. Los medios de comunicación informan diferentes razones por las que el juez Lijo detuvo a Boudou: mientras Clarín informó que fue detenido por estar acusado de ser "jefe" de una asociación ilícita, el diario La Nación precisó que la razón de la detención se debió a "supuestas 'relaciones' que conserva con el poder".
La detención de Boudou fue criticada por parte de la oposición y la prensa como un acto político bajo presión del gobierno. Por su parte la diputada y líder de la coalición oficialista Cambiemos Elisa Carrió, celebró la detención del exvicepresidente y criticó la decisión del juez Lijo por ser un acto de "oportunismo".
Boudou recuperó su libertad tras 70 días de prisión por orden de la Cámara Federal de la Ciudad de Buenos Aires.

### Viviendas en el partido de La Costa
Durante su gestión como secretario de Hacienda y Finanzas, en 2005 avaló un préstamo para construir viviendas como parte del Plan Federal de Viviendas lanzado por el ministro Julio de Vido. Las 484 viviendas y dos establecimientos escolares incluidos en el plan debían estar terminadas para 2006. Nunca se terminaron de construir a pesar de haberse pagado en 2007 dos tercios del monto total (unos 24 millones) a la empresa encargada. Dos días después del pago la empresa entró en convocatoria de acreedores. La Justicia Federal investiga si hubo un caso de administración fraudulenta, cohecho y malversación de fondos públicos. El caso recayó en el juzgado de Ariel Lijo.

### Otras denuncias penales
En 2012 fue denunciado e imputado
por malversación de fondos durante su gestión como director de la Ansés (Administración Nacional de Seguridad Social).
En 2016 fue llamado a prestar declaración indagatoria por un presunto soborno con dinero pagado por el gobierno de Formosa a un supuesto testaferro suyo por la refinanciación de la deuda pública de esa provincia en 2009.
Según el Juez Ariel Lijo:

Boudou, mientras era ministro de Economía en el gobierno de Cristina Kirchner, y José María Núñez Carmona, su socio y amigo personal (en roles desdoblados, uno desde el sector público y el otro privado, respectivamente), a través de The Old Fund, y de su representante Vandenbroele, firmaron un contrato de consultoría irregular e ilegal con el fondo Fonfipro, administrado por Melchor. Mediante ese convenio simularon un asesoramiento para la reestructuración de la deuda pública de Formosa, que ya había sido negociada por un acuerdo firmado entre el anterior ministro de Economía Carlos Fernández y el gobernador Insfran, más de dos meses antes de que Amado Boudou asumiera al frente del Palacio de Hacienda. El objetivo de la contratación entre The Old Fund y el Fonfipro habría sido el cobro espurio de dinero perteneciente a fondos públicos de la provincia de Formosa.

En 2014 el juez Claudio Bonadío procesó a Boudou por el delito de falsedad ideológica, imputándole la falsificación de documentación utilizada para registrar la transferencia (Formularios 04 y 08) de un automóvil Honda CR-X, presentada en 2003. Ese mismo año el juez Bonadío elevó la causa para que se realizara el juicio, que se inició el 7 de mayo de 2017. El 4 de agosto de 2017 el Tribunal Oral Federal (TOF) N.º 1 dictó sentencia, absolviendo a Boudou y a todos los demás acusados debido a que la acción penal se encontraba prescripta y la Sala IV de la Cámara de Casación Penal anuló la sentencia y dispuso que fuera dictada otra por otro Tribunal. En mayo de 2022 fue sobreseído definitivamente en esta causa y en otra por la adquisición de automóviles para el ministerio de Economía por la misma Sala IV de la Cámara de Casación Penal.
En 2011 realizó un viaje en un helicóptero privado, por lo que fue acusado de recibir dádivas, pero tras investigar el caso el juez Marcelo Martínez De Giorgi, quien subroga en el juzgado dejado por el juez Oyarbide, dictó la falta de mérito para Boudou. En abril de 2016, la Cámara Federal anuló el procesamiento de Boudou en esta causa. fue sobreseído en 2016 por falta de pruebas y la Sala II de la Cámara Federal lo dejó sin efecto.

### Retiro de la jubilación y demanda civil
En noviembre de 2024, la ANSES le retiró la jubilación de privilegio que recibía bajo el concepto de "asignación vitalicia", en razón de haber sido encontrado "autor penalmente responsable de los delitos de cohecho pasivo y negociaciones incompatibles con la función pública". La ANSES fundamentó su decisión en la Ley N° 24.018, que regula las pensiones vitalicias, cuyo artículo 29 establece que "los beneficios de esta ley, no alcanzan a los beneficiarios de la misma que, previo juicio político, o en su caso, previo sumario, fueren removidos por mal desempeño de sus funciones". De este modo entendió el ANSES que "la jubilación de privilegio no es contributiva ni alimentaria, sino un reconocimiento al buen desempeño en el cargo, que puede ser revocada si se pierde ese mérito". Boudou reclamó judicialmente la suspensión de la medida, pero la Justicia lo rechazó. Al día siguiente de este rechazo, el Ministerio de Capital Humano y la Administración Nacional de la Seguridad Social emitieron un comunicado informando que se había iniciado una demanda civil  "a efectos del recupero de los haberes percibidos indebidamente por Amado Boudou durante la vigencia de la asignación mensual vitalicia".

## Pedido de juicio político
Algunos parlamentarios de la oposición presentaron pedidos de juicio político sin lograr el número necesario para que los mismos fueran tratados en la Comisión de Juicio Político de la Cámara baja.
Desde abril de 2012 hasta julio de 2014, algunos partidos de la oposición presentaron siete pedidos de juicio político en su contra en el Congreso, en donde el kirchnerismo tenía mayoría; ninguno de ellos alcanzó los votos necesarios para ser tratado.
Los pedidos de juicio político fueron formulados por distintas bancadas de la oposición desde abril de 2012.
La diputada Adela Segarra es la presidenta de la comisión que durante dos años paralizó los pedidos en contra de Boudou y otros funcionarios del Gobierno nacional.
Integrantes de todos los bloques aseguraban que si la comisión se volviera reunir sería para rechazar los pedidos de juicio político contra el vice.
En julio de 2014, luego del procesamiento judicial, el oficialismo accedió a convocar a la Comisión de Juicio Político y reunirse para tratar los nuevos pedidos de juicio político a raíz del procesamiento del juez Lijo.
Finalmente la comisión rechazó in límine todos los pedidos de juicio político, lo cual implica que no se pueden promover nuevos pedidos de enjuiciamiento este mismo año. Los legisladores del Frente para la Victoria votaron por mayoría archivar las iniciativas opositoras de acuerdo con el dictamen presentado por la diputada oficialista Diana Conti. Los pedidos fueron rechazados sin abrir las sesiones de la Comisión para la exposición de los argumentos y su debate.

### Repercusiones
Entre las opiniones a favor de Boudou se encuentra la de Andrés Larroque, de La Cámpora, quien en 2014 había manifestado que el intento de juicio político contra Boudou era «un ataque a la democracia argentina». También el diputado Jorge Landau expresó que Boudou «sigue siendo una persona sin mácula», y Agustín Rossi, ministro de Defensa, lo había defendido en 2014 diciendo que «Rige sobre el vicepresidente el principio de inocencia que rige para todos los ciudadanos argentinos. La vara tiene que ser igualitaria para todos». En todos los casos las defensas se basaban en la aplicación del Principio de Presunción de Inocencia, pero este argumento dejó de ser aplicable en 2020 cuando quedó firme la sentencia que lo declaró culpable. 
Entre los cuestionamientos que Boudou recibió desde todos los bloques fuera del kirchnerismo, el líder del Partido Obrero, Jorge Altamira, dijo que «el Poder Judicial está tan corrompido como Boudou» pero que «Boudou no debe tomar licencia, debe irse ya mismo». Ernesto Sanz, presidente de la UCR, señaló que la suma de procesamientos «es una vergüenza [...] que hace insostenible» la continuidad de Boudou en la vicepresidencia.
Gerardo Morales, también de la UCR, dijo al dirigirse a Boudou en el Senado: «Su presencia entorpece el funcionamiento; queremos que el cuerpo y el Frente para la Victoria consideren el proyecto de resolución que hemos presentado para suspenderlo a usted para presidir las sesiones del Senado».